# Lasserre (Pirenéus Atlânticos)
Lasserre é uma comuna francesa na região administrativa da Nova Aquitânia, no departamento dos Pirenéus Atlânticos. Estende-se por uma área de 4,23 km². Em 2010 a comuna tinha 99 habitantes (densidade: 23,4 hab./km²).